# Mathew Leckie
Mathew Allan Leckie (sinh ngày 4 tháng 2 năm 1991) là một cầu thủ bóng đá người Úc hiện đang thi đấu cho câu lạc bộ Melbourne City FC tại giải A-League và Đội tuyển bóng đá quốc gia Úc với cương vị đội trưởng. Với sự nhanh nhẹn và hoạt bát của mình, anh thường được bố trí ở các bên cánh. Tuy nhiên, trước đây Leckie còn thi đấu ở vị trí tiền vệ, tiền đạo/tiền đạo thứ hai và hậu vệ biên tấn công.

## Thống kê sự nghiệp

### Quốc tế
Tính đến 15 tháng 6 năm 2023
| Úc        | Úc   | Úc  |
| Năm       | Trận | Bàn |
| --------- | ---- | --- |
| 2012      | 1    | 0   |
| 2013      | 4    | 1   |
| 2014      | 11   | 0   |
| 2015      | 12   | 1   |
| 2016      | 9    | 1   |
| 2017      | 12   | 3   |
| 2018      | 10   | 3   |
| 2019      | 4    | 2   |
| 2021      | 4    | 2   |
| 2022      | 10   | 1   |
| 2023      | 1    | 0   |
| Tổng cộng | 78   | 14  |

#### Bàn thắng quốc tế
| #  | Ngày                 | Địa điểm                                                             | Cap | Đối thủ      | Bàn thắng | Kết quả | Giải đấu                      |
| -- | -------------------- | -------------------------------------------------------------------- | --- | ------------ | --------- | ------- | ----------------------------- |
| 1  | 15 tháng 10 năm 2013 | Craven Cottage, Luân Đôn, Anh                                        | 4   | Canada       | 3–0       | 3–0     | Giao hữu                      |
| 2  | 3 tháng 9 năm 2015   | Perth Oval, Perth, Úc                                                | 26  | Bangladesh   | 1–0       | 5–0     | Vòng loại FIFA World Cup 2018 |
| 3  | 4 tháng 6 năm 2016   | Sân vận động Australia, Sydney, Úc                                   | 31  | Hy Lạp       | 1–0       | 1–0     | Giao hữu                      |
| 4  | 23 tháng 3 năm 2017  | Sân vận động PAS, Tehran, Iran                                       | 38  | Iraq         | 1–0       | 1–1     | Vòng loại FIFA World Cup 2018 |
| 5  | 28 tháng 3 năm 2017  | Sân vận động bóng đá Sydney, Sydney, Úc                              | 39  | UAE          | 2–0       | 2–0     | Vòng loại FIFA World Cup 2018 |
| 6  | 5 tháng 9 năm 2017   | Sân vận động Melbourne Rectangular, Melbourne, Úc                    | 46  | Thái Lan     | 2–1       | 2–1     | Vòng loại FIFA World Cup 2018 |
| 7  | 1 tháng 6 năm 2018   | NV Arena, Sankt Pölten, Áo                                           | 52  | Cộng hòa Séc | 1–0       | 4–0     | Giao hữu                      |
| 8  | 1 tháng 6 năm 2018   | NV Arena, Sankt Pölten, Áo                                           | 52  | Cộng hòa Séc | 3–0       |         | Giao hữu                      |
| 9  | 20 tháng 11 năm 2018 | Sân vận động Australia, Sydney, Úc                                   | 59  | Liban        | 3–0       | 3–0     | Giao hữu                      |
| 10 | 10 tháng 9 năm 2019  | Sân vận động Câu lạc bộ Thể thao Al Kuwait, Thành phố Kuwait, Kuwait | 62  | Kuwait       | 1–0       | 3–0     | Vòng loại FIFA World Cup 2022 |
| 11 | 10 tháng 9 năm 2019  | Sân vận động Câu lạc bộ Thể thao Al Kuwait, Thành phố Kuwait, Kuwait | 2–0 | Kuwait       |           | 3–0     | Vòng loại FIFA World Cup 2022 |
| 12 | 3 tháng 6 năm 2021   | Sân vận động Quốc tế Jaber Al-Ahmad, Thành phố Kuwait, Kuwait        | 64  | Kuwait       | 1–0       | 3–0     | Vòng loại FIFA World Cup 2022 |
| 13 | 11 tháng 6 năm 2021  | Sân vận động Quốc tế Jaber Al-Ahmad, Thành phố Kuwait, Kuwait        | 65  | Nepal        | 1–0       | 3–0     | Vòng loại FIFA World Cup 2022 |
| 14 | 30 tháng 11 năm 2022 | Sân vận động Al Janoub, Doha, Qatar                                  | 75  | Đan Mạch     | 1–0       | 1–0     | FIFA World Cup 2022           |